# Carneiro ao molho de vinho
Carneiro ao Molho de Vinho é uma iguaria da cozinha paranaense e prato típico de Peabiru – PR, servido anualmente na Festa do Carneiro ao Vinho, no 3º domingo de agosto, ao lado da Igreja Matriz.

## História
O carneiro ao molho de vinho, prato típico de Peabiru – PR, é uma iguaria paranaense de origem árabe que começou a ser servida no final da década de 1940, quando se intensificou a chegada de imigrantes libaneses ao município, vindos, em sua maioria, da cidade histórica de Kamed El-Loz, localizada no Vale do Beqaa, onde a principal atividade era a ovinocultura. Há, todavia, duas outras versões que associam a história do prato ora aos tropeiros, ora até mesmo aos jesuítas, embora não haja nenhum registro histórico nesse sentido.
Trata-se de um ensopado, à base de carne de carneiro temperada com tomate, cebola, batata, azeite de oliva, vinho branco seco, sal, alho, salsinha, cebolinha e pimenta-do-reino.
Em Peabiru, o ensopado de carneiro era servido inicialmente entre patrícios árabes em festas de casamento ou ao término do Ramadã. Todavia, em virtude da significativa diminuição da comunidade libanesa no município nos anos 1980, o delicioso prato foi sendo esquecido com o passar do tempo.
Posteriormente, o pioneiro de origem ucraniana Wenceslau Macowski começou a prepará-lo e a servi-lo a um grupo de amigos em sua propriedade rural. Finalmente, em 1993, uma comissão escolheu a receita como prato típico do município, dando início, assim, à Festa do Carneiro ao Molho de Vinho.
Realizada anualmente no 3º domingo de agosto pela Prefeitura Municipal de Peabiru com o apoio das diversas entidades, a Festa do Carneiro ao Vinho atrai a cada ano um número maior de visitantes ao pátio da Igreja Matriz, onde o carneiro é servido.
O Carneiro ao Vinho é saboreado um mês depois do Carneiro no Buraco, prato típico de Campo Mourão, município vizinho de Peabiru. Há, assim, uma divertida rivalidade etnocêntrica entre os moradores das duas cidades para saber qual dos dois pratos característicos da gastronomia paranaense é o mais saboroso.

## Monumento

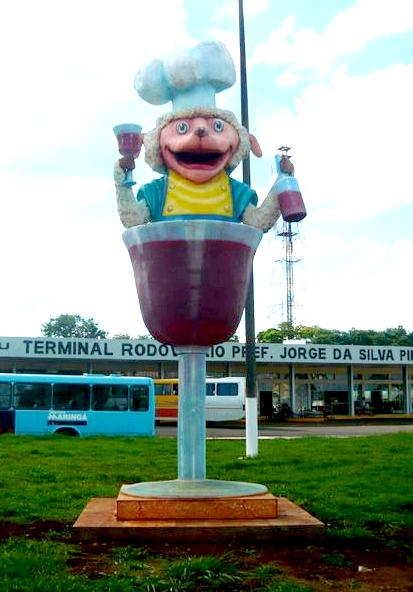
Monumento do Carneiro ao Vinho, de Gilberto Moura.

Em 2008 foi inaugurado um monumento que retrata o mascote da Festa do Carneiro ao Vinho e que permanece em frente à estação rodoviária da cidade. Com 4 metros de altura, a estátua representa um carneiro mestre-cuca, dentro de uma taça de vinho tinto (embora a receita oficial seja preparada com vinho branco seco).
A obra é do artista plástico cearense Gilberto Gomes Moura, de Apucarana, que também é o autor do monumento do Carneiro no Buraco de Campo Mourão, das uvas no trevo de Marialva, do boné de Apucarana e de outras esculturas no Parque do Beto Carrero World.
O monumento, confeccionado em concreto sobre uma base de tela de arame, reverencia o folclore peabiruense.